# Scina wagleri
Scina wagleri is een vlokreeftensoort uit de familie van de Scinidae. De wetenschappelijke naam van de soort is voor het eerst geldig gepubliceerd in 1939 door Behning.